# Heptageniidae
Heptageniidae Needham, 1901 è una famiglia di insetti dell'ordine Ephemeroptera comprendente circa 500 specie.

## Descrizione
Lunghe da 0,4 a 1,5 cm, queste effimere dalla testa di forma appiattita sono generalmente di colore marrone scuro, con ali chiare e due lunghe code addominali.

## Ciclo biologico
Le uova sono deposte nell'acqua. Le ninfe, molto attive, vivono sotto le pietre e la vegetazione, o tra residui vegetali. Alcune sono pessime nuotatrici e si aggrappano fermamente alle rocce e ai sassi del fondale. Molte si nutrono di alghe o di particelle di materia organica.

## Distribuzione
In tutto il mondo, tranne Australia e Nuova Zelanda; rare in Sudamerica.
In laghi, stagni e torrenti veloci.

## Alcuni generi
- Afghanurus Demoulin 1961
- Cinygma Eaton 1885
- Epeorus Eaton 1881
- Ecdyonurus Eaton 1868
- Electrogena Zurwerra & Tomka 1985
- Heptagenia Walsh 1863
- Kageronia Matsumura 1931
- Rhithrogena Eaton 1881